# Миротворец (1-й сезон)
Первый сезон американского супергеройского телесериала «Миротворец», основанного на одноимённом персонаже DC Comics. Это единственный телесериал в Расширенной вселенной DC (DCEU) и спин-офф фильма 2021 года «Отряд самоубийц: Миссия навылет». Действие сезона разворачивается после событий фильма, и в нём рассказывается об ура-патриотичном наёмнике Кристофере Смите / Миротворце. Его производством занимались компании The Safran Company и Troll Court Entertainment совместно с Warner Bros. Television, в то время как Джеймс Ганн выступил в качестве шоураннера сериала.
Джон Сина исполняет главную роль в сериале, вернувшись к своей роли из «Отряда самоубийц», а вместе с ним главные роли исполняют Даниэль Брукс, Фредди Строма, Чукуди Ивуджи, Дженнифер Холланд, Стив Эйджи и Роберт Патрик. Ганн задумал идею о сериале после того, как отметил силу Сины как драматического актёра во время съёмок «Миссии навылет», и написал все восемь эпизодов, пока завершал фильм во время пандемии COVID-19. HBO Max заказала сразу полный сериал про Миротворца в сентябре 2020 года, и в последующие месяцы был проведён дополнительный кастинг. Съёмки начались в Ванкувере, Канада, в январе 2021 года, а Ганн стал режиссёром пяти эпизодов. Производство завершилось в июле того же года. Ганн решил использовать песни в жанре глэм-метал для саундтрека к сериалу, в том числе «Do Ya Wanna Taste It» от Wig Wam для вступительных титров; в заставке с титрами показан актёрский состав сериала, исполняющий хореографический танцевальный номер.
Премьера первых трёх эпизодов состоялась на стриминговом сервисе HBO Max 13 января 2022 года. Последующие пять эпизодов выходили еженедельно до 17 февраля. Каждый эпизод набирал больше зрителей, чем предыдущий, а финал сезона за один день побил рекорд по количеству просмотров оригинального эпизода от HBO Max. Сериал получил положительные отзывы, в том числе за игру Сины, режиссуру и сценарий Ганна и начальную заставку. Он был номинирован на несколько наград, в том числе на творческую премию «Эмми» за постановку трюков. В феврале 2022 года был заказан второй сезон, который интегрирует сериал в новую Вселенную DC (DCU) от Ганна.

## Эпизоды
| № общий | № в сезоне | Название                                                    | Режиссёр         | Автор сценария | Дата премьеры   |
| --- | ---------- | ----------------------------------------------------------- | ---------------- | -------------- | --------------- |
| 1 | 1          | «И всё закружилось по новой» «A Whole New Whirled»          | Джеймс Ганн      | Джеймс Ганн    | 13 января 2022  |
| Через пять месяцев после своей миссии с Отрядом самоубийц в Корто-Мальтезе, Кристофер Смит / Миротворец оправился от полученных там травм и его выписали из больницы. Вернувшись в свой трейлер, Смит сталкивается с командой: лидером Клемсоном Мёрном, новичком Леотой Адебайо, а также агентами АРГУС. Эмилией Харкорт и Джоном Экономосом. Мёрн предлагает Смиту выбор: вернуться в тюрьму Белль-Рив или присоединиться к новой миссии «Проект Бабочка», организованной лидером АРГУС Амандой Уоллер. Смит неохотно выбирает второй вариант. Мёрн предупреждает Смита, что бомба в голове Смита будет активирована, если тот сбежит с задания. Смит навещает своего отца, Огги, чтобы забрать своего ручного белоголового орлана Орлушу и приобрести новую экипировку и шлем. Во время ужина с командой Мёрн передаёт Смиту досье на объект покушения. Позже в баре Харкорт грубо отвергает предложение Смита заняться сексом, и Смит провожает другую женщину, Энни Стёрпхаузен, до её квартиры. После секса Стёрпхаузен нападает на Смита, демонстрируя свою сверхчеловеческую силу. Бой заканчивается тем, что Смит активирует звуковое оружие в своём шлеме, которое уничтожает Стёрпхаузен. Тем временем Уоллер, мать Абедайо, наедине обсуждает с Адебайо секретный приказ подбросить поддельный дневник в дом Смита. |            |                                                             |                  |                |                 |
| 2 | 2          | «Лучшие друзья? Никогда в жизни!» «Best Friends, For Never» | Джеймс Ганн      | Джеймс Ганн    | 13 января 2022  |
| Миротворец выясняет, что бабочки — это женщины-мутанты, обладающие неимоверной силой и фантастическими боевыми навыками. В отчаянной схватке Миротворцу удается одержать победу над одним из таких монстров. А разрушительные последствия этой схватки привлекают внимание полиции. Миротворцу грозит арест и тюрьма. На выручку приходят его боевые подруги Леота и Эмилия. Они предлагают Миротворцу покинуть здание, где располагается квартира убитой им бабочки, спускаясь по балконам. Под шквальным огнем, который открывают полицейские, Миротворцу удается этот опасный трюк. |            |                                                             |                  |                |                 |
| 3 | 3          | «Лучше бы Гоффу умереть» «Better Goff Dead»                 | Джеймс Ганн      | Джеймс Ганн    | 13 января 2022  |
| Во время своего первого официального задания по убийству подозреваемых Экономос и Мёрн сближаются, а Миротворец и Харкорт достигают взаимопонимания. Но с появлением Дзюдомастера вся работа идет наперекосяк. |            |                                                             |                  |                |                 |
| 4 | 4          | «Хрен знает куда» «The Choad Less Traveled»                 | Джоди Хилл       | Джеймс Ганн    | 20 января 2022  |
| После новой успешной миссии Мёрн приглашает в команду Линчевателя. Узнав, что команда помогла посадить его отца в тюрьму, Миротворец устраивает погром. |            |                                                             |                  |                |                 |
| 5 | 5          | «Обезьяна Дори» «Monkey Dory»                               | Розмари Родригес | Джеймс Ганн    | 27 января 2022  |
| Команда приезжает в центр снабжения инопланетян продовольствием, чтобы столкнуться лицом к лицу с полноценным вторжением. Огги пытается продать своего сына. |            |                                                             |                  |                |                 |
| 6 | 6          | «После прочтения зажечь» «Murn After Reading»               | Джеймс Ганн      | Джеймс Ганн    | 3 февраля 2022  |
| Мёрн раскрывает свою тайну Миротворцу. Огги выпустили из плена. Миротворца пытаются поймать, но все идет наперекосяк. |            |                                                             |                  |                |                 |
| 7 | 7          | «Хватит драконить моё сердце» «Stop Dragon My Heart Around» | Брэд Андерсон    | Джеймс Ганн    | 10 февраля 2022 |
| Харкорт, Мёрн и Адебайо оказываются окруженными инопланетянами. В это время Миротворец сражается со своим отцом. |            |                                                             |                  |                |                 |
| 8 | 8          | «Снова-корова» «It's Cow or Never»                          | Джеймс Ганн      | Джеймс Ганн    | 17 февраля 2022 |
| Миротворец уже возвращается домой с чувством выполненного долга. Но миссия еще не закончена, ему нужно убить корову, пока инопланетяне не улетели. |            |                                                             |                  |                |                 |

## Актёры и персонажи

### Основной состав
- Джон Сина — Кристофер Смит / Миротворец:
Ура-патриотический убийца, который верит в достижение мира любой ценой. Шоураннер Джеймс Ганн назвал Миротворца «куском дерьма» и «супергероем/суперзлодеем/самым большим придурком в мире».[3][4] Ганн не хотел, чтобы сериал убирал худшие качества Миротворца, но чтобы попытался объяснить некоторые из них, исследуя отношения Миротворца с его отцом.[4] После того, как Миротворец убил Рика Флага в фильме «Отряд самоубийц: Миссия навылет» (2021), последние слова Флага — «Миротворец, тоже мне» — оказали на него большое влияние в сериале.[5]
- Даниэль Брукс — Леота Адебайо:
Дочь лидера АРГУСа Аманды Уоллер и участница проекта «Бабочка».[6][7] Ганн описал её как соведущую с политическими взглядами, отличными от взглядов Миротворца,[8] и сказал, что их дружба является сердцем сериала, потому что они единственные персонажи, которые нравятся друг другу, несмотря на различия в их личностях и происхождении.[4] Ганн добавил, что оба персонажа определяются их родителями. Адебайо — оригинальный персонаж, созданный Ганном,[9] и её имя взято от его матери.[10]
- Фредди Строма — Эдриан Чейз / Линчеватель:
Самопровозглашённый борец с преступностью, который смотрит на Миротворца как на старшего брата.[11][12] В отличие от его изображения в комиксах как супергероя, Линчеватель в «Миротворце» является глупым социопатом, готовым убить любого нарушителя закона, независимо от тяжести его преступления. Ганн чувствовал, что такой подход был бы похож на настоящего линчевателя: «парень, который наряжается в костюм, ходит вокруг и убивает людей, которые, по его словам, делают что-то не так… он социопат, но в нём есть что-то милое».[12]
- Чукуди Ивуджи[англ.] — Клемсон Мёрн:
Наёмник и лидер проекта «Бабочка», который подчиняется непосредственно Уоллер.[6][13] Выясняется, что он сам является Бабочкой по имени Ик Нобе Лок.[14] Ивуджи объяснил, что первоначальный наёмник был плохим человеком, похожим на Миротворца в начале сериала, но Бабочка, которая овладела Мёрном, пытается использовать его тело во благо, останавливая остальных Бабочек.[15] Актёр разработал предысторию для Мёрна, поскольку он не существует в комиксах, а тренер по вокалу Коли Калхун помогла развить голос персонажа.[16]
- Дженнифер Холланд — Эмилия Харкорт:
Агент АРГУСа, которую Уоллер назначила для проекта «Бабочка».[17] Холланд была благодарна за нюансы, которые Ганн придал персонажу, но была обеспокоена тем, что она может показаться «бессердечной сукой»; она была рада, что персонажа восприняли не так. Холланд смогла использовать свой опыт в соревновательной гимнастике для многих боевых сцен персонажа.[18] Ганн сказал, что телевизионный формат означает, что отношения, которые развиваются между Харкорт и Миротворцем, могут быть более тонкими, чем позволил бы фильм, поскольку это не «любовные отношения», но и «не совсем так».[19]
- Стив Эйджи[англ.] — Джон Экономос:
Агент АРГУС, который обеспечивает тактическую поддержку проекта «Бабочка».[20] Эйджи неохотно покрасил бороду, когда впервые изображал персонажа в «Миссии навылет», и не был рад сделать это снова для «Миротворца». Это признаётся в сериале как ходячая шутка о его крашеной бороде,[19] которую Сина счёл оскорбительной и несмешной, и которая показала, каким задирой может быть Миротворец. Это приводит к эмоциональной сцене в финале первого сезона, где Экономос рассказывает, почему он красит бороду, и Сина сказал, что этот момент позволил Миротворцу задуматься о своих действиях и осознать вред, который он наносил своими шутками.[21]
- Роберт Патрик — Огаст «Огги» Смит / Белый Дракон:
Отец-расист Миротворца, который снабжает его технологиями для помощи в его миссии.[17][22] Ганн сказал, что Огги был худшим человеком, чем Миротворец, и «безнадёжным делом»,[4] исполнительный продюсер Питер Сафран описал его как «Арчи Банкера на стероидах»,[9] а Сина сказал, что он был единственным персонажем в сериале, у которого нет арки персонажа и путешествия.[5] Ганн отметил, что изображение расистского персонажа было деликатной темой, и HBO Max выразил некоторую озабоченность по этому поводу.[4] Белый Дракон не является отцом Миротворца в комиксах, но Ганн всегда намеревался внести это изменение, когда добавил Миротворца в «Миссию навылет».[9]

### Второстепенный состав
- Энни Чанг — Софи Сонг: полицейский детектив Эвергрина, которая расследует деятельность Миротворца.[13] Она становится носителем лидером Бабочек.[23]
- Лохлин Манро — Ларри Фитцгиббон: партнёр Сонг[13]
- Элизабет Ладлоу — Кийя Адебайо: жена Леоты[24]
- Ризван Манджи — Джамиль: уборщик, который работает в больнице, куда был госпитализирован Миротворец[24]
- Нют Ле — Дзюдомастер: телохранитель, который специализируется на боевых искусствах и работает на сенатора Ройланда Гоффа.[25] Ганн описал его как «придурка, который любит Cheetos».[23]
- Кристофер Хейердал — Каспар Локк: коллега Мёрна, который выдаёт себя за нового капитана полиции Эвергрина, чтобы подорвать расследование Сонг[14]

### Приглашённые актёры
- Элисон Арайя — Эмбер Калкатерра: жительница Эвергрина и жена Эвана[26]
- Ленни Джейкобсон — Эван Калкатерра: житель Эвергрина и муж Эмбер[26]
- Антонио Купо — Ройланд Гофф: сенатор США и изначальное тело для лидера Бабочек[27]
- Мел Так — пожилой сосед Огги[28]

Виола Дэвис вновь появляется в своей роли Аманды Уоллер из DCEU, хотя она в титрах не указана, так же, как Джейсон Момоа в роли Аквамена и Эзра Миллер в роли Флэша. Также появляются члены Лиги справедливости Кларк Кент / Супермен и Диана Принс / Чудо-женщина, которых играют дублеры со скрытыми лицами. Кроме того, Ди Брэдли Бейкер озвучивает любимого белоголового орлана Миротворца Орлушу, а Стивен Блэкхарт озвучивает гориллу Чарли.

## Производство

### Разработка
[Миротворец] не злой человек, он просто плохой парень. В фильме он кажется каким-то неисправимым. Но я думаю, что в нём есть нечто большее. У нас не было возможности узнать его [в «Миссии навылет»] так, как мы узнаём некоторых других персонажей. И вот о чём весь сериал.
Завершая работу над фильмом «Отряд самоубийц: Миссия навылет» (2021) в августе 2020 года, во время карантина из-за пандемии COVID-19, сценарист и режиссёр Джеймс Ганн начал писать телесериального спин-оффа, посвящённого происхождению Миротворца, персонажа, роль которого в фильме исполняет Джон Сина. Ганн сказал, что он сделал это «в основном ради веселья» и упомянул об этой идее продюсеру «Миссии навылет» Питеру Сафрану как что-то, что он хотел бы реализовать. Когда позже DC Films спросили Сафрана о разработке телесериального спин-оффа, основанного на «Отряде самоубийц», он знал, что Ганн скажет «да» на создание сериала о Миротворце. Первоначально велись дискуссии о том, на какой платформе следует выпускать сериал, причём двумя вариантами были платный телеканал HBO и потоковый сервис HBO Max. Сериал в конечном итоге перешёл на HBO Max, и Ганн посчитал, что это было потому, что это был новый потоковый сервис, которому нужен был контент, и он был готов предоставить Ганну бюджет, который он хотел для сериала. Президент DC Films Уолтер Хамада позже объяснил, что студия работает с создателями всех своих будущих фильмов, чтобы попытаться создать взаимосвязанные телесериальные спин-оффы для HBO Max, основанные на этих фильмах.
В сентябре 2020 года HBO Max сделало прямой заказ на сериал «Миротворец», причём Ганн написал сценарии ко всем восьми эпизодам первого сезона и стал режиссёром пяти из них. Ганн и Сафран были назначены исполнительными продюсерами, а Сина — со-исполнительным продюсером. Производством сериала занимаются компания Ганна Troll Court Entertainment и The Safran Company совместно с Warner Bros. Television. В декабре Мэтт Миллер присоединился в качестве дополнительного исполнительного продюсера.

### Сценарий

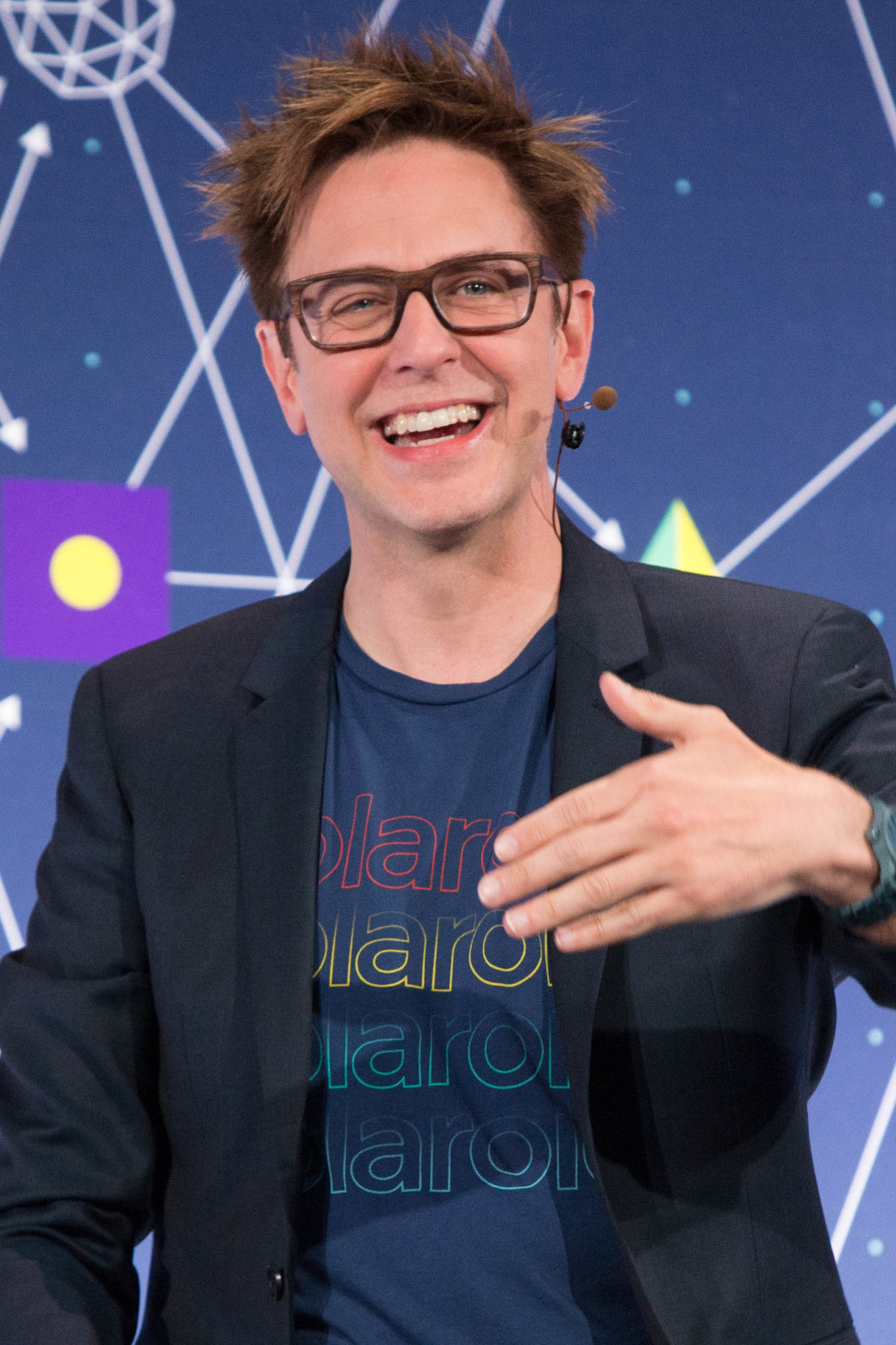
Джеймс Ганн создал сериал, написал сценарии ко всем эпизодам и снял большую их часть.

Во время съёмок «Миссии навылет», особенно в сцене, где Миротворец пытается убить Крысолова 2, Ганн почувствовал, что Сина гораздо более сильный драматический актёр, чем его считали после того, как ранее он был известен в основном как профессиональный рестлер и комедийный актёр. Ганн чувствовал, что он сможет показать Сине больше этой драматической стороны в истории, посвященной Миротворцу, а также чувствовал, что персонаж не был изучен или развит так сильно, как другие персонажи в «Отряде самоубийц». В конце концов он решил написать телесериал с этим персонажем в главной роли. Ганн никогда раньше не работал на телевидении и подошёл к проекту, используя свой опыт написания сценариев к фильмам и свои знания о телесериалах, которые он видел. Он видел разницу между кино и телевидением в том, что первое должно быть «более лаконичным» из-за ограниченного времени выполнения, в то время как у второго больше времени для изучения сложных персонажей и отношений. Особое влияние на сериал оказал «Лучше звоните Солу», причём Ганн провёл параллели между главным героем этого сериала, Солом Гудманом, и Миротворцем.
Ганну потребовалось восемь недель, чтобы написать первый сезон, во время перерыва между его работой над «Миссией навылет» и «Стражами Галактики. Часть 3» (2023) от Marvel Studios. В основном он писал его по порядку, причём первые две сцены, которые он придумал в первый день написания, — это вступительная сцена в больнице и танцевальный номер, который является вступительной заставкой сериала. «Миротворец» расширяет мир, который Ганн построил для «Отряда самоубийц», и его действие происходит после сцены после титров фильма, которая показывает, что Миротворец пережил, по-видимому, смертельное огнестрельное ранение, полученное ранее в фильме. Ганн сказал, что сериал — это возможность исследовать текущие мировые проблемы через главного героя и расширить его отношения с отцом, на которые намекает фильм. Он сказал, что история первого сезона была о том, как Миротворец смирился с разницей между своими идеалами и тем, кем он является на самом деле, при этом персонаж осознал, что его личность основана на его детской травме и обращении с ним со стороны его отцом. Изначально Ганн не был уверен, выберет ли персонаж сражаться или присоединится к злодеям в конце сезона, но во время съёмок понял, что сериал подходит для того, чтобы стать историей искупления. Он не хотел, чтобы у злодеев, Бабочек, была цель, которая была «насквозь злой», и вместо этого решил, что они хотят спасти человечество, несмотря на то, что они «контролирующие разум инопланетяне», от его «антинаучного» мышления и популистских лидеров. Ганн сказал, что фраза «антинаучная» скорее относится к отрицателям изменения климата, чем к антиваксерам, поскольку дебаты о вакцине против COVID-19 только начинались, когда готовился сезон. Сцены, в которых Миротворец и Линчеватель проводят «сложную учебную стрельбу», где они стреляют и взрывают предметы в лесу, были вдохновлены тем, что Ганн делал подобные вещи со своими друзьями в детстве. Ганн добавлял по сцене после титров в конце каждого эпизода, чтобы вознаградить фанатов, которые каждый раз смотрели полные титры, причём в каждой сцене были показаны неиспользованные кадры из эпизода. Он сравнил идею о добавлении шутки после титров с финальными сценами «Рика и Морти».
Как и в «Миссии навылет», в сериале присутствует графическое насилие и ненормативная лексика, и HBO Max дал Ганну несколько заметок по поводу обильного использования слова «fuck», а также конкретного момента в шестом эпизоде, который их беспокоил, но который Ганн настоял сохранить. Другие заметки, которые получил Ганн, включали вопросы о его отсылках к определённым персонажам, например, Бэт-Майту, который теперь канонически является частью DCEU из-за того, что этот сериал ссылается на него; Ганн признал эти вопросы, но в основном смог сделать отсылки, которые он хотел сделать, и от него никогда не требовалось устанавливать какие-либо конкретные связи с другими проектами или создавать будущие истории DCEU. Ганн действительно сказал, что персонаж из сериала появится в предстоящем фильме DCEU, а четвёртый эпизод включает газетный заголовок о деятельности Интербанды в Кандаке, ссылаясь на события «Чёрного Адама» (2022). Члены Лиги справедливости также появляются в небольших ролях в финале сезона, что вызвало некоторые опасения у Warner Bros. из-за последствий, которые это имело для DCEU, но они в конечном счёте разрешили это.

### Подбор актёров

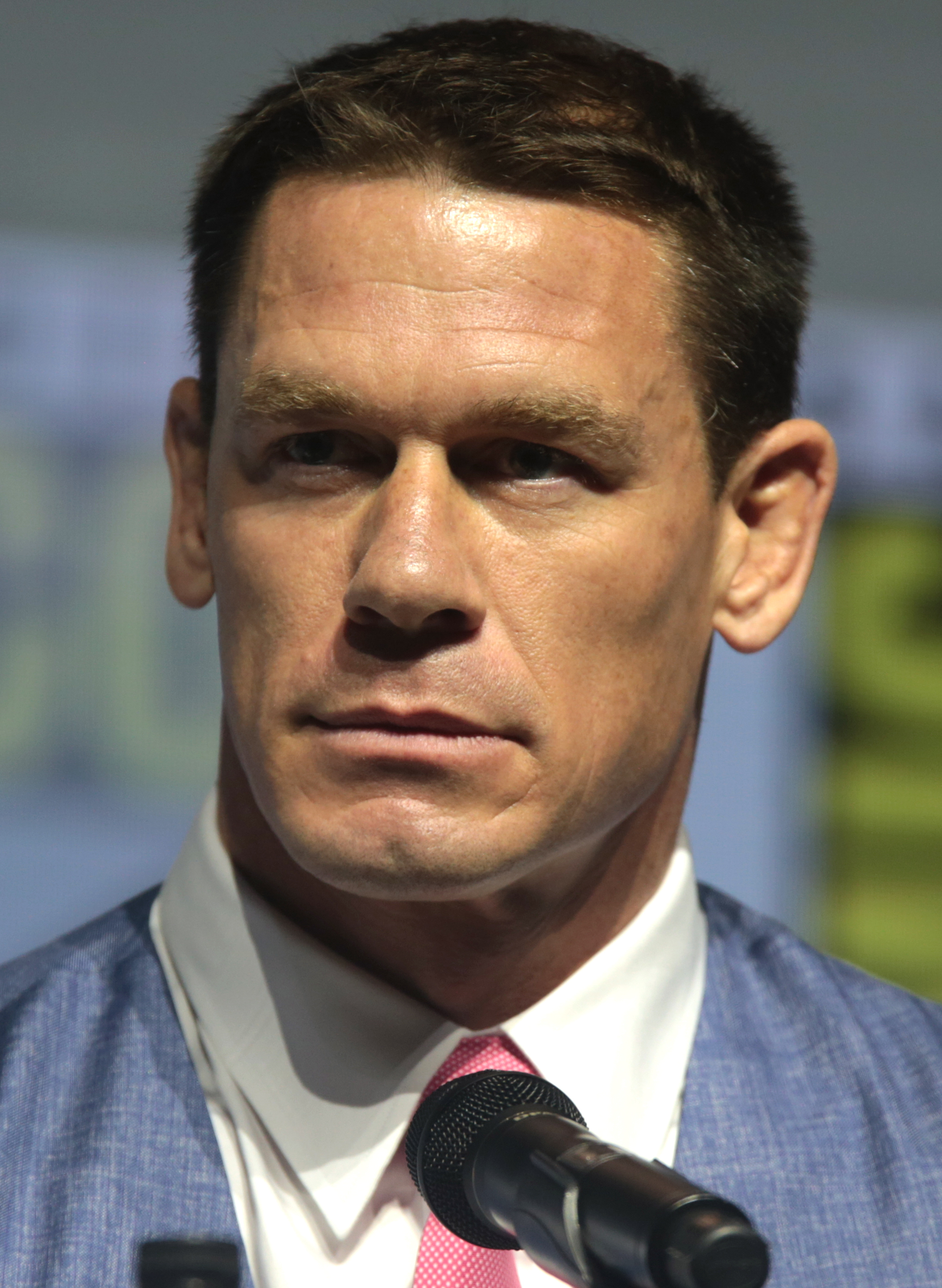
Джон Сина играет главную роль, возвращаясь к роли «Миротворца» из «Миссии навылет»

После заказа сериала в сентябре 2020 года было подтверждено, что Джон Сина вернётся к своей роли Миротворца из «Миссии навылет». В следующем месяце близкий друг Ганна Стив Эйджи присоединился к сериалу в роли Джона Экономоса, тоже вернувшись из фильма. В ноябре девушка Ганна Дженнифер Холланд присоединилась к проекту в своей роли из «Миссии навылет» Эмилии Харкорт, наряду с Даниэль Брукс в роли Леоты Адебайо, Робертом Патриком в роли Огги Смита и Крисом Конрадом в роли Эдриана Чейза / Линчевателя. Холланд была удивлена, что Ганн вернул её героиню в сериал, так как считала, что её роль в «Миссии навылет» будет короткой разовой ролью. В декабре Чукуди Ивуджи присоединился к актёрскому составу в роли Клемсона Мёрна. Одной из любимых частей работы Ганна над сериалом была возможность тесно сотрудничать с Холланд и Эйджи, и вскоре он подружился и с другими членами актёрского состава, причём Ганн дал Ивуджи роль в «Стражах Галактики. Часть 3».
В декабре появились и несколько актёров, играющих второстепенные роли: Лохлин Манро в роли Ларри Фитцгиббона, Энни Чанг в роли детектива Софи Сонг и Кристофер Хейердал в роли капитана Локка. Манро получил роль после того, как Ганн увидел его прослушивание и вспомнил, что Манро был одним из его кандидатов на роль Шэгги Роджерса в «Скуби-Ду» (2002) до того, как Мэттью Лиллард прошёл кастинг на этот фильм. В феврале 2021 года присоединились ещё несколько повторяющихся актёров: Элизабет Ладлоу в роли Кийи, Ризван Манджи в роли Джамиля, Нют Ле в роли Дзюдомастера, а Элисон Арайя и Ленни Джейкобсону достались роли пары Эмбер и Эвана. В конце мая Фредди Строма заменил Конрада в роли Эдриана Чейза / Линчевателя после того, как Конрад покинул сериал из-за творческих разногласий. Премьера сериала показала, что Виола Дэвис повторяет свою роль Аманды Уоллер из DCEU, в то время как Ди Брэдли Бейкер озвучивает белоголового орлана Миротворца Орлушу, после того, как он также озвучил домашнюю крысу Крысолова 2, Себастьяна, в «Миссии навылет». Стивен Блэкхарт, который появлялся в эпизодических ролях во многих предыдущих фильмах Ганна, включая «Миссию навылет», озвучивает одержимую гориллу Чарли.
Ганн знал, что у сериала не было бюджета, чтобы позволить Лиге справедливости сразиться в финальной битве, поэтому он всегда хотел, чтобы они «появлялись поздно». Он также не ожидал, что настоящие актёры Лиги справедливости вернутся к своим ролям в сериале, кроме Джейсона Момоа в роли Артура Карри / Аквамена. Ганн давно знал Момоа, а Сафран является продюсером фильмов DCEU про Аквамена, поэтому они поговорили с Момоа на раннем этапе и рассказали, что в качестве шутки в сериале Миротворец будет утверждать, что Аквамен «трахается с рыбой». Момоа решил, что это было забавно, и он согласился появиться. Позже Ганн услышал, что Эзра Миллер был фанатом его фильмов, и он связался с актёром по поводу исполнения его роли Барри Аллена / Флэша. Роли других членов Лиги справедливости — Кларк Кент / Супермен, Диана Принс / Чудо-женщина, Брюс Уэйн / Бэтмен и Виктор Стоун / Киборг — исполнили дублёры. Warner Bros. позже попросил убрать Бэтмена и Киборга, что, по словам Ганна, могло быть связано с предстоящими проектами DCEU.

### Съёмки
К началу ноября 2020 года Ганн прибыл в Канаду на двухнедельный карантин, прежде чем начать производство сериала. Съёмки начались 15 января 2021 года в Ванкувере, Канада, под рабочим названием «Scriptures», и оператором выступил Майкл Бонвиллейн. Ганн решил снимать в Ванкувере, потому что хотел, чтобы действие сериала происходило на Тихоокеанском Северо-Западе, а также потому, что он чувствовал, что там производство будет более безопасным, поскольку Канада якобы справлялась с пандемией лучше, чем США. Ганн был снял пять эпизодов сериала, а Джоди Хилл, Розмари Родригес и Брэд Андерсон каждый сняли по одному эпизоду.
Одной из первых сцен, которую сняла постановочная команда, была сцена после титров «Миссии навылет», которая положила начало «Миротворцу». Дэвис впервые появилась в сериале в роли Уоллер через звонок в Zoom, но вместо того, чтобы пригласить её на съёмочную площадку в Ванкувере, производство перебралось к Дэвис в Лос-Анджелес, чтобы снять её в роли. Сначала были сняты первые пять эпизодов, и Конрад уже снялся в пяти с половиной эпизодах в роли Линчевателя, когда он покинул сериал. Ганн переснял все эти сцены со Стромой после того, как последний был нанят вместо Конрада, в то же время, когда снимали последние три эпизода. Шестой эпизод был снят последним, потому что Ганн изначально не планировал снимать его сам, но в конечном счёте он «не мог его отпустить», и он стал его любимым эпизодом в сезоне. Съёмки первых семи эпизодов занимали от 12 до 15 дней каждый, а съёмки финала занял 21 или 22 дня. В основном это было связано с тем, что финал требовал ночных съёмок, для которых каждую ночь было ограничено время съёмок. Производство первого сезона длилось в общей сложности 131 день и завершилось 11 июля. Позже Ганн снял камео Миллера в роли Флэша на съёмках «Стражей Галактики. Часть 3» вместе со съёмочной группой этого фильма. Marvel разрешила это в качестве одолжения DC, поскольку кинопробы Ивуджи для «Части 3» были сняты на съёмочной площадке «Миротворца» со съёмочной группой сериала.

### Заставка
Ганн включил танцевальный номер для вступительных титров сериала в сценарий, потому что он думал, что это будет забавно, и потому что он хотел сказать зрителям, что это будет отличаться от других телесериалов о супергероях, и они должны ожидать удивления. Сценарий описывает танцевальный номер как «величайшую сцену вступительных титров всех времён» и «самый странный танец, который вы когда-либо видели, и все в нём абсолютно и на 100 процентов серьёзны». Ганн надеялся, что люди будут достаточно заинтересованы в номере, чтобы они не использовали кнопку «Пропустить вступление», которую используют потоковые сервисы, поскольку он чувствовал, что важно, чтобы зрители видели имена всех, кто работал над сериалом.
Танцевальный номер был снят в середине съёмочного графика сериала в течение одного дня в актовом зале средней школы. В нём представлен основной актёрский состав сериала, а также приглашённые звезды из нескольких эпизодов, в том числе Ризван Манджи, который отправился в Канаду и в третий раз прошёл двухнедельный карантин только для того, чтобы сняться в номере. Первоначально Ганн планировал, что номер будет снят в штаб-квартире проекта «Бабочка», но во время репетиций они обнаружили, что она слишком мала. Когда они нашли актовый зал, он попросил художника-постановщика Лизу Сопер обставить его как декорации варьете 1970-х годов. В конце концов они обнаружили, что это тоже не работает, и вместо этого перешли к дизайнам 1980-х годов, таким как те, которые использовала группа Kraftwerk. Ганн хотел, чтобы танцы были диковинными и роботизированными, но он хотел, чтобы все актёры делали это очень серьёзно и стоически, поскольку он чувствовал, что это отражает баланс серьёзности и глупости, присущий сериалу. Ганн нанял хореографа Шариссу-Ли Бартон, чтобы помочь ему спланировать номер, и только позже узнал, что она была замужем за актёром Аланом Тьюдиком, который исполнил многие действия для Бартон, пока она ставила танец. Тьюдик также заменял Миротворца во время репетиции, когда Сина был недоступен.
Sarofsky, компания, создавшая экранные титры для «Миссии навылет», предоставила типографию для вступительной сцены «Миротворца». Компания черпала вдохновение из саундтрека сериала в стиле хэйр-метал, исследуя логотипы групп и концертные постеры для этого жанра. Они обнаружили, что многие из них «почти неразборчивы», и нуждались в шрифте, который вызывал бы стиль и был бы читабельным для зрителей. В конечном счёте был выбран шрифт New Zelek, поскольку он обладает «угловатым геометрическим ощущением, которое мы искали, а формы букв достаточно чёткие и знакомые, чтобы можно было легко читать слова». Буквы показаны розовым и голубым неоном, чтобы соответствовать производственному дизайну сериала, и Sarofsky применила обработку заголовка к карточкам с надписями «ранее в сериале» и названиям эпизодов.

### Монтаж
Каждый эпизод начинается с краткого пересказа, включая первый, в котором кратко излагаются события «Миссии навылет». Он включает в себя момент, который был удалён из фильма, в котором была арестована Фло Кроули, помощница Уоллер, которая нокаутировала её во время финальной битвы. Ганн сказал, что это не было необходимо для просмотра концовки фильма, но он был включён в пересказ для «Миротворца», потому что он объяснял, почему персонаж не был включён в команду вместе с другими помощниками Уоллер, Харкорт и Экономосом.

### Визуальные эффекты
После того, как Ганн испытал трудности с персонажем Королём Акул из «Миссии навылет», который был переполнен визуальными эффектами, он сказал, что создать Орлушу для «Миротворца» было намного проще. Компания Weta Digital, работавшая над Королём Акул, предоставила визуальные эффекты для Орлуши и основала анимированную модель на существующей, которую ранее использовала компания. Съёмочную группу сериала часто приходилось стирать на компьютере с отражений на шлеме Миротворца.

### Музыка
Ганн сообщил в июне 2021 года, что Клинт Мэнселл и Кевин Кайнер сочиняли музыку для сериала после того, как композитор «Миссии навылет» Джон Мёрфи был занят написанием музыки для фильма Ганна «Стражей Галактики. Часть 3». Мёрфи всё же исполнил и спродюсировал для сериала кавер-версию песни «Pumped Up Kicks» группы Foster the People с участием Ральфа Сэнца, которая была выпущена синглом 9 января 2022 года. На следующий день Ганн выпустил в Spotify плейлист с песнями из сериала; первоначально он включал песни только из первых трёх эпизодов, включая версию «Pumped Up Kicks» от Мёрфи, но Ганн планировал обновлять плейлист с выходом каждого последующего эпизода.
Как и в случае со своими художественными фильмами, Ганн сам выбрал все песни для сериала и включил их в сценарий. Он выбрал музыкальный жанр хэйр-метал, потому что думал, что это то, что будет слушать Миротворец, и потому, что он провёл последние несколько лет, изучая его, хотя ранее он не был его фанатом. Он был рад принести эти песни, в том числе некоторые из новых и неизвестных групп, для новой аудитории, как он это сделал с поп-музыкой, существовавшей 1980-х годов, в саундтреке к фильму «Стражи Галактики» (2014). Вступительная заставка сериала включает песню «Do Ya Wanna Taste It» группы Wig Wam. Ганн дал Мэнселлу и Кайнеру плейлисты с песнями в жанре хэйр-метал в качестве вдохновения для музыки к сериалу и обсудил «непримиримо мелодичные баллады», написанные этими группами. Мэнселл разработал «широкие штрихи» музыки, а Кайнер конкретизировал эти идеи. Последние описали свою музыку для сериала как смесь рока, оркестра и хора и сравнили её с работой групп Queen и Cinderella; Фред Коури, барабанщик Cinderella, внёс свой вклад в партитуру. Основная тема Миротворца в основном исполняется на электрогитаре, даже для более эмоциональных моментов, когда традиционно используется фортепиано. Кайнер чувствовал, что они создали партитуру, уникальную для сериала и заглавного персонажа.
Во время съёмок «Миссии навылет» в Панаме Ганн узнал, что его собака вот-вот умрёт. Он сказал, что это был один из самых печальных дней в его жизни, и он решил прилететь домой, чтобы увидеть собаку, пока ещё есть возможность. Когда Ганн ждал, когда его отвезут в аэропорт, Сина сыграл версию песни группы Pixies «Where Is My Mind?» на пианино. Ганн сказал: «Это раздавило меня и в то же время успокоило, и все вокруг меня плакали», и он хотел попытаться запечатлеть этот момент в «Миротворце» со сценой, где главный герой играет на пианино и впервые выражает себя как художник. В этой сцене Сина исполняет кавер-версию песни группы Mötley Crüe «Home Sweet Home», которая была аранжирована Мёрфи и выпущена в качестве сингла 4 февраля. 18 февраля был выпущен альбом с музыкой Мэнселла и Кайнера, а также кавер-версия песни «Pumped Up Kicks» от Мёрфи и кавер-версия песни «Home Sweet Home» от Сины.
Вся музыка написана Клинтом Мэнселлом и Кевином Кайнером, кроме отмеченных треков.
| №                   | Название                                     | Артист(ы)           | Длительность |
| ------------------- | -------------------------------------------- | ------------------- | ------------ |
| 1.                  | «Peacemaker Discharged»                      |                     | 3:28         |
| 2.                  | «Adebayo»                                    |                     | 3:10         |
| 3.                  | «Butterflies»                                |                     | 3:40         |
| 4.                  | «Cops on the Move»                           |                     | 5:56         |
| 5.                  | «Vigilante»                                  |                     | 2:16         |
| 6.                  | «Berenstain Bears»                           |                     | 5:27         |
| 7.                  | «Judomaster»                                 |                     | 5:24         |
| 8.                  | «X-Ray Vision»                               |                     | 2:09         |
| 9.                  | «Tossing the Trailer»                        |                     | 5:17         |
| 10.                 | «Auggie»                                     |                     | 4:08         |
| 11.                 | «Peacemaker Confronts His Demon»             |                     | 3:00         |
| 12.                 | «Eagly»                                      |                     | 5:05         |
| 13.                 | «Sonic Boom Helmet»                          |                     | 3:22         |
| 14.                 | «Holy Cow»                                   |                     | 3:52         |
| 15.                 | «I'm Made for This Shit»                     |                     | 5:23         |
| 16.                 | «Peacemaker Rock Theme Jam»                  |                     | 2:59         |
| 17.                 | «Pumped Up Kicks (при участии Ральфа Сэнца)» | Джон Мёрфи          | 3:25         |
| 18.                 | «Home Sweet Home (Piano Version)»            | Джон Сина           | 2:06         |
| Общая длительность: | Общая длительность:                          | Общая длительность: | 1:10:00      |

## Маркетинг
Первый тизер-трейлер сериала был выпущен во время виртуального мероприятия DC FanDome в октябре 2021 года вместе с некоторыми кадрами о съёмках. Комментаторы обсудили комедийный тон тизера, посчитав, что он соответствует работе Ганна и Сины над «Отрядом самоубийц», а также отметили намёки на то, что Леота Адебайо может помочь Миротворцу стать лучше во время сериала. Домашний белоголовый орлан Миротворца, Орлуша, также стал лучшим моментом тизера. С 6 января по 27 мая 2022 года был обновлён Warner Bros. Studio Tour Hollywood, чтобы показать реквизит и костюмы из сериала, в том числе версию Орлуши в натуральную величину. Как и во время продвижения «Отряда самоубийц», Сина решил надеть костюм Миротворца для некоторых интервью и других рекламных мероприятий, чтобы познакомить аудиторию с менее известным персонажем.

## Релиз
Премьера первых трёх эпизодов «Миротворца» состоялась 13 января 2022 года на HBO Max. Остальные пять эпизодов выходили еженедельно до 17 февраля. Сериал был выпущен в Великобритании 22 марта на Sky Max и Now.

## Реакция

### Зрительская аудитория
По данным Whip Media, которые отслеживают данные о зрительской аудитории для 19 миллионов пользователей своего приложения TV Time по всему миру, «Миротворец» стал самым ожидаемым новым сериалом января 2022 года. «Variety» также назвала его одним из 40 самых ожидаемых сериалов 2022 года. Аналитическая компания Samba TV, которая собирает данные о зрительской аудитории с определённых смарт-телевизоров и контент-провайдеров, сообщила, что 638 000 домохозяйств в США посмотрели первый эпизод за первые четыре дня его выхода. Это было значительно ниже, чем их оценки для двух недавних сериалов на конкурирующем потоковом сервисе Disney+: «Книга Бобы Фетта» (1,7 миллиона домохозяйств в США за первые пять дней) и «Соколиный глаз» (1,5 миллиона домохозяйств в США во время его запуска). Whip Media подсчитала, что «Миротворец» был третьим по количеству просмотров оригинальным сериалом в США в течение недели, когда состоялась его премьера, после «Книги Бобы Фетта» и «Кобра Кай» от Netflix. Он оставался на этой позиции в чарте в течение следующих двух недель, опустился на четвёртое место в течение недель, когда были выпущены шестой и седьмой эпизоды, и занял второе место в течение недели финала сезона.
JustWatch, руководство по потоковому контенту с доступом к данным более чем 20 миллионов пользователей по всему миру, подсчитало, что «Миротворец» был вторым или третьим по просматриваемости сериалом в США за каждую неделю его выхода, уступая «Йеллоустону» от Paramount Network, «Шершням» от Showtime и «Разделению» Apple TV+ в разные недели. Parrot Analytics определяет «выражения спроса» аудитории на основе различных источников данных, включая видео-стриминг, активность в социальных сетях, обмен фотографиями, комментарии на платформах оценки фанатов и критиков, загрузку и потоковую передачу на сайтах обмена файлами и ведение блогов. В течение недели после дебюта сериала компания подсчитала, что для американских стриминговых сериалов он был пятьдесят вторым по востребованности. На следующей неделе он поднялся на седьмое место и оставался в первой десятке до конца своего показа. Было подсчитано, что это четвёртый по популярности стриминговый сериал в США за неделю до финала первого сезона, и Parrot заявила, что он пользуется спросом в 33,7 раза больше, чем средний сериал. Во мировом плане, компания заявила, что «Миротворец» стал самым востребованным сериалом в мире через неделю после своего дебюта, опередив такие популярные сериалы, как «Книга Бобы Фетта» и «Ведьмак» от Netflix. Parrot подсчитал, что во всём мире «Миротворец» пользовался спросом в 69,5 раза больше, чем средний сериал.
В чарте «Variety» «Trending TV», который оценивает еженедельную вовлечённость аудитории на основе упоминаний в Твиттере, ретвитов и лайков, сериал появлялся в первой десятке за каждую неделю выхода нового эпизода, начиная со второго места с 295 000 упоминаний после «Эйфории» от HBO, у которой было 440 000 упоминаний. Он впервые занял первое место за неделю до финала сезона, набрав почти 700 000 упоминаний. На сайте говорилось, что это «сорвало телевизионную конкуренцию», а «Эйфория» стала следующим ближайшим сериалом на этой неделе с примерно 460 000 упоминаниями. Deadline Hollywood сообщил, что каждый эпизод «Миротворца» получал более высокую аудиторию, чем предыдущий, а HBO Max заявил, что аудитория финала сезона была на 44 процента выше, чем у премьеры сериала. По данным сервиса, финал побил рекорд по количеству просмотров оригинального эпизода HBO Max за один день. В Великобритании, где «Миротворец» был выпущен только после того, как закончился его показ в США, сериал стал третьим по популярности среди незаконно скачиваемых сериалов в первом квартале 2022 года после «Эйфории» от HBO и «Книги Бобы Фетта» от Disney+.

### Реакция критиков
На сайте Rotten Tomatoes сериал имеет рейтинг 94%, со средним рейтингом 7,7/10, основанный на 86 отзывах. Консенсус сайта гласит: «Джон Сина всё ещё в хорошей форме в роли Миротворца, проводящего чертовски хорошее время, что даёт сценаристу-режиссёру Джеймсу Ганну полное разрешение выпустить свой фрик-флаг». Metacritic дал сериалу средневзвешенную оценку 70 из 100, основанную на отзывах 26 критиков, что указывает на «в целом благоприятные отзывы».
IGN дал первым трём эпизодам 8 баллов из 10, заявив, что «Премьера из трех эпизодов предлагает глупое разоблачение героизма в маске», похвалив при этом актёрский состав и юмор. «The Guardian» дала первым трём эпизодам оценку 3 из 5, написав: «Персонаж Отряда самоубийц Джеймса Ганна получает свой собственный сериал HBO Max со смешанными результатами, но с выигрышным центральным исполнением». Российский критик Егор Москвитин высоко оценил актёрскую работу Джона Сины, неполиткорректный юмор, ироничные отсылки к «Терминатору».
Заставка с титрами получила похвалу от критиков, причём Мэтт Рауш из TV Guide заявил, что она «идеально передаёт чертовски насмешливый дух» сериала.

### Награды
TVLine назвал Эйджи «Исполнителем недели» в финале сезона, особенно за его эмоциональный монолог о том, почему Экономос красит бороду. Сайт также отметил выступления в эпизоде Чанг, Брукс, Холланд и Сины, причём последний также был удостоен почётного упоминания в номинации «Исполнитель недели» за предыдущий эпизод, особенно за сцены, где Миротворец убивает своего отца и молится за Орлушу.
| Год                                      | Дата церемонии  | Категория                                                            | Номинант(ы)                                                           | Результат | Прим.           |
| ---------------------------------------- | --------------- | -------------------------------------------------------------------- | --------------------------------------------------------------------- | --------- | --------------- |
| «Энни»                                   | 25 февраля 2023 | Выдающиеся достижения в анимации персонажа в игровом проекте         | Майкл Коузенс, Марк Смит, Кай-Хуа Лан, Селин Маклин и Ричард Джон Мур | Номинация | [ 101 ]         |
| Critics' Choice Super Awards             | 16 марта 2023   | Лучший супергеройский сериал, мини-сериал или телефильм              | «Миротворец»                                                          | Номинация | [ 102 ]         |
| Critics' Choice Super Awards             | 16 марта 2023   | Лучший актёр в супергеройском сериале, мини-сериале или телефильме   | Джон Сина                                                             | Номинация | [ 102 ]         |
| Critics' Choice Super Awards             | 16 марта 2023   | Лучшая актриса в супергеройском сериале, мини-сериале или телефильме | Даниэль Брукс                                                         | Номинация | [ 102 ]         |
| Телепремия Ассоциации критиков Голливуда | 14 августа 2022 | Лучший актёр в стриминговом сериале — комедия                        | Джон Сина                                                             | Номинация | [ 103 ]         |
| Телепремия Ассоциации критиков Голливуда | 14 августа 2022 | Лучший сценарий стримингового сериала — комедия                      | Джеймс Ганн (за «Снова-корова»)                                       | Номинация | [ 103 ]         |
| MTV Movie & TV Awards                    | 5 июня 2022     | Лучшая комедийная роль                                               | Джон Сина                                                             | Номинация | [ 104 ]         |
| MTV Movie & TV Awards                    | 5 июня 2022     | Лучший музыкальный момент                                            | «Do Ya Wanna Taste It?»                                               | Номинация | [ 104 ]         |
| Творческая премия «Эмми»                 | 4 сентября 2022 | Лучшая постановка трюков для комедийного сериала                     | Уэйн Дэглиш и Гастон Моррисон                                         | Номинация | [ 105 ]         |
| «Сатурн»                                 | 25 октября 2022 | Лучший приключенческий сериал (стриминг)                             | «Миротворец»                                                          | Номинация | [ 106 ] [ 107 ] |
| «Сатурн»                                 | 25 октября 2022 | Лучшая актриса второго плана в стриминговом сериале                  | Даниэль Брукс                                                         | Номинация | [ 106 ] [ 107 ] |

## Подкаст
HBO Max и DC работали с продакшн-компанией Rooster Teeth над выпуском официального видеоподкаста в стиле афтер-шоу под названием Podly. Каждый эпизод подкаста, который ведут Фиона Нова и Ифи Нвадиве из Rooster Teeth, включает в себя краткое описание одного из эпизодов сериала, а также интервью с актёрами и членами съёмочной группы. Видеоподкаст доступен для трансляции на HBO Max и YouTube, а его версия только для аудио доступна на аудиоплатформах.

## Комментарии
1. ↑  Как показано в фильме «Отряд самоубийц: Миссия навылет» (2021).